# Evariszt
Az Evariszt görög eredetű férfinév, jelentése: nagyon erős.

## Gyakorisága
Az 1990-es években szórványos név, a 2000-es években nem szerepel a 100 leggyakoribb férfinév között.

## Névnapok
- október 26.[2]

## Híres Evarisztok
- Évariste Galois, matematikus